# Среда окружения
Среда окружения (англ. Environment) — в информатике совокупность значений системных переменных, путей, открытых файловых дескрипторов и других ресурсов операционной системы, передаваемые процессу (программе) при его запуске.
В различных операционных системах состав среды окружения может сильно различаться.
К объектам среды окружения обычно относят:
- системные переменные (переменные среды окружения, англ. Environment variables)
- текущие пути на различных дисках (в случае поддержки нескольких дисков операционной системой)
- точка монтирования каталогов (в том числе корневого), используется в unix-подобных операционных системах для обеспечения режима «тюрьмы» (англ. jail)
- связь стандартных потоков ввода-вывода с файловыми хэндлерами или устройствами (используется для перенаправления ввода-вывода)
- ограничения на количество одновременно открытых файлов, стеков и т. д.
- набор прав (обычно соответствует правам пользователя, запустившего процесс, но может изменяться как в сторону большего набора прав, так и в сторону ужесточения)
- дисковые квоты, ограничение на максимальный объём оперативной памяти, загрузки процессоров и т. д.
- значения показателей использования ресурсов, получаемые от родительского процесса (на некоторых системах)

Среда окружения содержит в себе как общесистемные настройки (например, имя компьютера), так и специфичные настройки для приложения, изменяемые перед запуском приложения. Важной особенностью среды окружения является наследование. Процесс наследует среду окружения от родительского процесса.